# Sofia Essaïdi
Sofia Essaïdi (arabsky صوفيا السعيدي ‎) (* 6. srpna 1984, Casablanca, Maroko) je francouzsko-marocká zpěvačka. Její otec je Maročan, matka je Francouzka.

## Kariéra
Od 30. srpna do 13. prosince 2003 se účastnila třetí sezóny francouzského pořadu Star Academy France. Od 12. března do 7. srpna se účastnila Star Academy tour v Maroku a hlavním městě Tahiti, Papeete, kde oslavila své 20. narozeniny. Vydala album nazvané Mon cabaret. Později hrála v muzikále Cléopâtre, la dernière reine d'Égypte s choreografií Kamela Oualiho. Také účinkovala ve francouzské verzi pořadu Danse avec les stars. Umístili se na druhém místě s jejím partnerem Maximem Dereymezem.

## Diskografie

### Alba
| Rok  | Informace                                                                             | Pozice v žebříčcích | Pozice v žebříčcích | Pozice v žebříčcích |
| Rok  | Informace                                                                             | FR                  | SWI                 | BEL                 |
| ---- | ------------------------------------------------------------------------------------- | ------------------- | ------------------- | ------------------- |
| 2005 | Mon cabaret - Studiové album - Vydáno: 22. srpna 2005 - Formát: CD, digitální stažení | 41                  | 100                 | 46                  |
| 2008 | Cléopâtre, la dernière reine d'Égypte - Soundtrack - Vydáno: 25. srpna 2008           | 11                  | 25                  | 32                  |

### Singly
| Rok  | Název                                                         | Pozice v žebříčcích | Pozice v žebříčcích | Pozice v žebříčcích | Album                                 |
| Rok  | Název                                                         | FR                  | SWI                 | BEL                 | Album                                 |
| ---- | ------------------------------------------------------------- | ------------------- | ------------------- | ------------------- | ------------------------------------- |
| 2004 | „Roxanne“                                                     | 20                  | 34                  | 13                  | Mon Cabaret                           |
| 2005 | „Mon cabaret“                                                 | —                   | —                   | —                   | Mon Cabaret                           |
| 2005 | „Après l'amour“                                               | —                   | —                   | —                   | Mon Cabaret                           |
| 2008 | „Femme d'aujourd'hui“ (hudební komedie Cléopâtre)             | 8                   | 94                  | 27                  | Cléopâtre, la dernière reine d'Égypte |
| 2008 | „Une autre vie“ & Florian Etienne (hudební komedie Cléopâtre) | —                   | —                   | —                   | Cléopâtre, la dernière reine d'Égypte |
| 2009 | „L'accord“ Christopher Stills (hudební komedie Cléopâtre)     | 7                   | —                   | —                   | Cléopâtre, la dernière reine d'Égypte |
| 2009 | „Bien après l'au-delà“ (hudební komedie Cléopâtre)            | —                   | —                   | —                   |                                       |
| 2010 | „J'croque la vie“                                             | —                   | —                   | —                   |                                       |
| 2011 | „Je veux tout“                                                | —                   | —                   | —                   |                                       |

### Hostující vokály
- 2004 „Et si tu n'existais pas“ (s Toto Cutugno)
- 2007 „Il n'y a plus d'après“ (s Tomuya)
- 2010 „If“
- 2010 „La voix de l'enfant“ (s Natasha St Pier & Bruno Solo)

## Ceny
- 2009 – NRJ Music Awards: Frankofonní skupina/duo roku (byla jednou z umělců, kteří účinkovali v muzikále Cléopâtre)
- 2010 – NRJ Music Awards: Frankofonní ženská umělkyně roku
- 2010 – Les jeunes talents de l'année: dne 12. února 2010 vyhrála v kategorii nejlepší herečka na Les jeunes talents de l'année 2009 (Mladí talenti roku 2009)

## Filmografie
- Ve filmu Iznogoud (2005) hrála roli Belbeth
- Objevila se na DVD Autour de la guitare Jean-Félixe Lalanneho, představeném v roce 2007
- Ve filmu Aïcha ztvárnila titulní roli